# Hype!
Hype! ist ein Dokumentarfilm des US-amerikanischen Regisseurs Doug Pray aus dem Jahr 1996 über den Aufstieg und die Kommerzialisierung der Grunge-Musik.

## Inhalt
Anhand von Interviews mit vielen Rockbands aus dem Großraum von Seattle (7 Year Bitch, Melvins, Mudhoney, Pearl Jam, Screaming Trees, Soundgarden, Tad u. v. m.) wird beschrieben, wie die Region um Washington in den 1980er-Jahren als musikalisches Hinterland galt. In Abwesenheit großer Musikkonzerne bildete sich eine Independent-Szene mit einer starken DIY-Ethik aus, dessen einziger öffentlicher Vertriebskanal der kleine Musiklabel Sub Pop darstellte. Als Meilenstein wird das 1986 veröffentlichte C/Z Records-Kompendium Deep Six hervorgehoben, in der „bewusst dreckige, schmuddelige Rockmusik aus Seattle“ beworben wurde. Dies trug zu einer ersten Etablierung von Grunge-Musik bei, bis ab 1989 die Sub-Pop-Band Nirvana mit den Alben Bleach und Nevermind zu Weltstars wurden. Die Grungeszene wird rapide kommerzialisiert, was von vielen Artisten kritisch kommentiert wird, bis sich auf dem Höhepunkt des Grunge-Hypes Nirvana-Sänger Kurt Cobain das Leben nimmt. Der Film endet damit, wie die interviewten Bands diese Tragödie erlebten und schließlich (durchaus scherzhaft) ihre Zukunft beschreiben.
Der Film enthält Ausschnitte aus der allerersten Liveaufführung von Nirvanas Grungehit Smells Like Teen Spirit.

## Kritiken
Moviepilot.de bezeichnete Hype! als „humorvoll und informativ“.